# Le Relecq-Kerhuon
Le Relecq-Kerhuon är en kommun i departementet Finistère i regionen Bretagne i västra Frankrike. Kommunen ligger i kantonen Guipavas som tillhör arrondissementet Brest. År 2022 hade Le Relecq-Kerhuon 11 837 invånare.

## Befolkningsutveckling
Antalet invånare i kommunen Le Relecq-Kerhuon
Referens:INSEE